# Johann V. (Werle)
Johann V. von Werle [-Güstrow] (* zwischen 1338 und 1340; † vor dem 9. September 1378) war von 1365 bis 1378 Mitregent und Herr zu Werle-Güstrow.
Er war der jüngste Sohn von Nikolaus III., Herr zu Werle-Güstrow und Agnes.
Nach dem Tod des Vaters Nikolaus III. im Jahr 1360/61 regierte erst sein Bruder Lorenz allein, vermutlich war Johann noch zu jung. Frühestens ab dem 21. September 1365 regierte Johann dann zusammen mit seinem Bruder. So datiert eine gemeinsam unterzeichnete Urkunde. Johann starb jung schon vor dem 9. September 1378. Er war verheiratet mit Euphemia von Mecklenburg, Tochter Heinrich III. von Mecklenburg, die Ehe blieb kinderlos.